# Esja
El mont Esja (en islandès: Esjan) és una muntanya que s'estén al llarg del districte de Kjalarnes, a Reykjavík, i és una de les muntanyes que caracteritzen la regió de la capital d'Islàndia. Es tracta d'un volcà que es va formar en el Plistocè tarantià.
La imatge de la muntanya a través del temps ha influït en el valor immobiliari de la ciutat. El cim està a 914 metres sobre el nivell del mar. Hi ha alguns senders a la muntanya i també hi ha àrees per a la recreació a l'aire lliure.

## Etimologia
S'explica en història que Kjalnesinga era una ciutat on el colon Örlygur Hrappsson va viure quan va arribar a Islàndia procedent d'Escòcia. En la història s'explica que una dona irlandesa anomenada Esja Kollafjørður havia portat un home a qui havia dirigit i semblava tenir un nom irlandès. L'explicació més probable és que ell va venir d'una regió d'Escandinàvia.